# Léa Seydoux

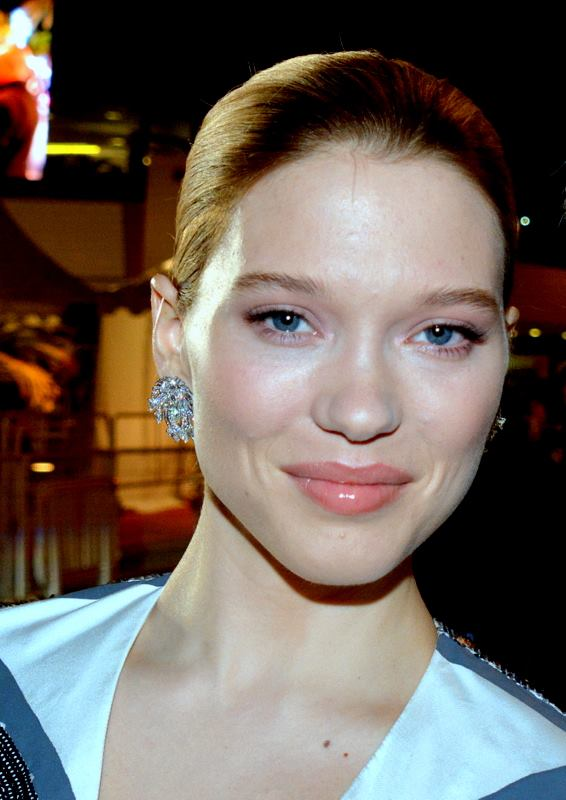
Léa Seydoux, 2016

Léa Hélène Seydoux Fornier de Clausonne (* 1. Juli 1985 in Paris) ist eine französische Filmschauspielerin.

## Leben

### Herkunft und Familie

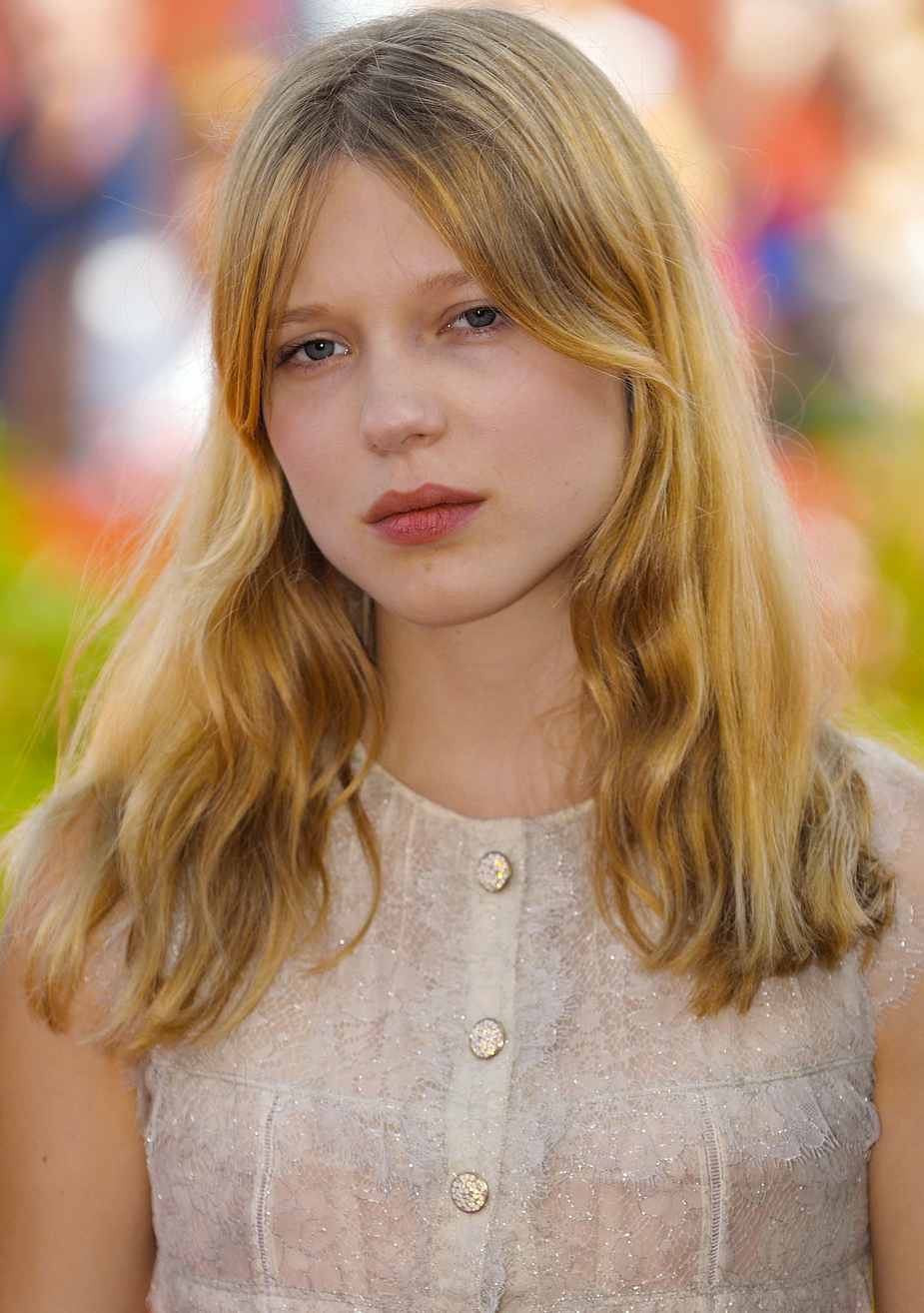
Léa Seydoux, 2009

Léa Seydoux ist die Tochter des Mitbegründers und Präsidenten von Parrot SA, Henri Seydoux (* 1960), und seiner Cousine, der Schauspielerin Valérie Schlumberger (* 1952), die der elsässischen Unternehmerfamilie Schlumberger entstammt. Sie ist die Enkeltochter von Jérôme Seydoux (* 1934), dem früheren Präsidenten der Filmproduktionsgesellschaft Pathé. Ihre beiden Großonkel sind Nicolas Seydoux, Geschäftsführer der Filmproduktionsgesellschaft Gaumont, sowie Michel Seydoux, ehemaliger Präsident des französischen Fußballvereins OSC Lille. Deren Großvater war der Diplomat und Autor Jacques Seydoux.

### Schauspielkarriere
Seydoux hatte ihre erste Hauptrolle 2006 in dem Film Mes copines. Für ihre Rolle in Christophe Honorés Spielfilm Das schöne Mädchen war sie 2009 für einen César nominiert. Eine weitere César-Nominierung erhielt sie 2011 für die weibliche Hauptrolle in Rebecca Zlotowskis Drama Belle Épine. In Benoît Jacquots Historiendrama Leb wohl, meine Königin!, das 2012 den Wettbewerb der Berlinale eröffnete, spielte sie eine weitere Hauptrolle. Ab 2009 hatte sie auch Nebenrollen in internationalen Produktionen wie Quentin Tarantinos Kriegsdrama Inglourious Basterds, Ridley Scotts Neuverfilmung Robin Hood und Woody Allens Midnight in Paris.
2013 wurde sie bei den Filmfestspielen in Cannes zusammen mit ihrer Filmpartnerin Adèle Exarchopoulos für ihre schauspielerische Leistung in Abdellatif Kechiches Drama Blau ist eine warme Farbe mit einer Goldenen Palme ausgezeichnet. Erstmals vergab die Jury diesen Preis nicht nur an den Regisseur des Films, sondern auch an beide Hauptdarstellerinnen. Im 24. Bond-Film Spectre war sie als „Bond-Girl“ Madeleine Swann zu sehen. Für diese Rolle wurde sie im Nachfolger Keine Zeit zu sterben erneut verpflichtet. Damit tritt sie nach Eunice Gayson als erst zweites Bondgirl in einem weiteren Film in derselben Rolle auf.
Im Jahr 2018 war Seydoux Mitglied der Wettbewerbsjury des 71. Filmfestivals von Cannes. Im selben Jahr wurde sie in die Academy of Motion Picture Arts and Sciences berufen, die jährlich die Oscars vergibt.
Für das Filmfestival von Cannes 2021, das im Vorjahr aufgrund der COVID-19-Pandemie nicht in seiner gewohnten Form hatte stattfinden können, wurden vier Filme mit Seydoux ausgewählt. Neben dem Wettbewerbsbeiträgen The French Dispatch, Die Geschichte meiner Frau und France gelangte sie auch mit Tromperie in die neu geschaffene Sektion Cannes Premières. Von der Presse als „Königin von Cannes“ betitelt, konnte sie aufgrund eines positiven COVID-19-Tests nicht am Festival teilnehmen.
Seydoux spielt die Rolle der Fragile in dem 2019 erschienenen Videospiel Death Stranding und Death Stranding 2: On the Beach, bei dem Hideo Kojima Regie führte.

### Privates
Seydoux lebt seit 2013 mit André Meyer zusammen. Im Januar 2017 wurden sie Eltern eines Sohnes.
Im Zuge des Weinstein-Skandals und #MeToo 2017 beschuldigte sie Harvey Weinstein der sexuellen Belästigung.

## Synchronisation
Seydoux wird seit 2015 bis auf wenige Ausnahmen von Yvonne Greitzke gesprochen.

## Filmografie (Auswahl)
- 2006: Mes copines
- 2007: Die letzte Mätresse (Une vieille maîtresse)
- 2007: 13 French Street
- 2008: Des poupées et des anges
- 2008: Les vacances de Clémence (Fernsehfilm)
- 2008: De la guerre
- 2008: Das schöne Mädchen (La belle personne)
- 2009: Inglourious Basterds
- 2009: Lourdes
- 2009: Plein Sud – Auf dem Weg nach Süden (Plein Sud)
- 2010: Spurlos (Sans laisser de traces)
- 2010: Robin Hood
- 2010: Belle épine
- 2010: Petit tailleur (Kurzfilm)
- 2010: Roses à crédit
- 2010: Die Geheimnisse von Lissabon (Mistérios de Lisboa)
- 2011: Midnight in Paris
- 2011: Mission: Impossible – Phantom Protokoll (Mission: Impossible – Ghost Protocol)
- 2011: Time Doesn’t Stand Still
- 2011: Falsches Spiel (Le roman de ma femme)
- 2012: Leb wohl, meine Königin! (Les Adieux à la reine)
- 2012: Winterdieb (L’enfant d’en haut)
- 2013: Grand Central
- 2013: Blau ist eine warme Farbe (La vie d’Adèle)
- 2014: Grand Budapest Hotel (The Grand Budapest Hotel)
- 2014: Die Schöne und das Biest (La Belle et la Bête)
- 2014: Saint Laurent
- 2015: Tagebuch einer Kammerzofe (Journal d’une femme de chambre)
- 2015: James Bond 007: Spectre (Spectre)
- 2015: The Lobster
- 2016: Einfach das Ende der Welt (Juste la fin du monde)
- 2018: Isle of Dogs – Ataris Reise (Isle of Dogs, französische Synchronisation)
- 2018: Zoe
- 2018: Kursk
- 2019: Im Schatten von Roubaix (Roubaix, une lumière)
- 2021: The French Dispatch
- 2021: Tromperie
- 2021: Die Geschichte meiner Frau (The Story of My Wife)
- 2021: France
- 2021: James Bond 007: Keine Zeit zu sterben (No Time to Die)
- 2022: An einem schönen Morgen (Un beau matin)
- 2022: Crimes of the Future
- 2023: The Beast (La Bête)
- 2024: Dune: Part Two
- 2024: Le deuxième acte

## Auszeichnungen (Auswahl)
- 2016: Chevalier de l’ordre des Arts et des Lettres[11]
- 2013: Goldene Palme der Internationalen Filmfestspiele von Cannes für Blau ist eine warme Farbe
- 2013: Hamptons International Film Festival – Best Breakthrough Performer für Blau ist eine warme Farbe